# Bruna Marquezine

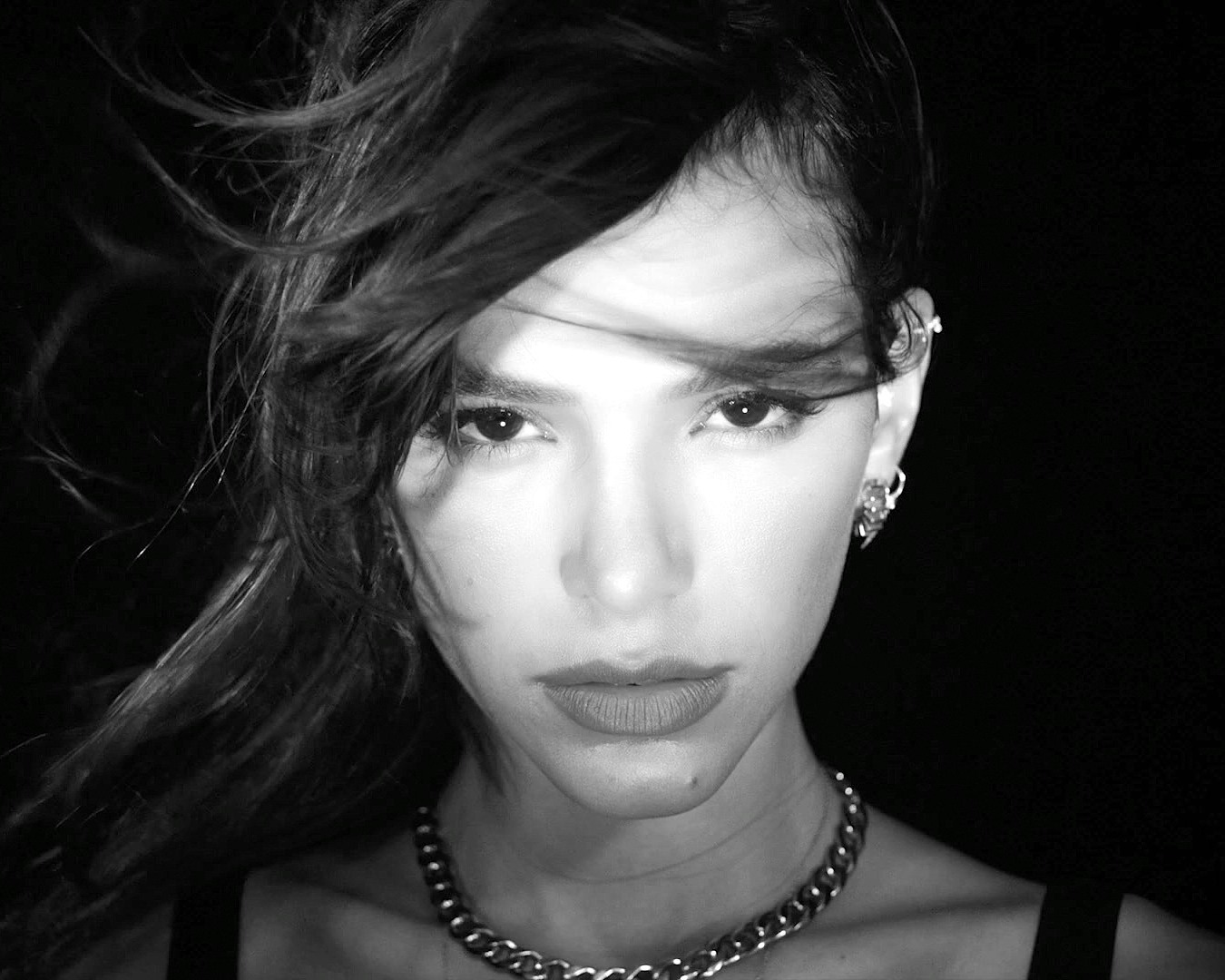
Bruna Marquezine (2021)

Bruna Marquezine, właśc. Bruna Reis Maia (ur. 4 sierpnia 1995 w Duque de Caxias) – brazylijska aktorka, która wystąpiła w licznych telenowelach i filmach brazylijskich oraz pojawiła się w filmie Blue Beetle.
Bruna urodziła się w mieście Duque de Caxias, części metropolii Rio de Janeiro. Zaczęła karierę aktorską w wieku siedmiu lat.

## Filmografia

### Filmy
| Rok  | Tytuł                                   | Rola           | Uwagi   |
| ---- | --------------------------------------- | -------------- | ------- |
| 2003 | Xuxa Abracadabra                        | Maria          |         |
| 2004 | Xuxa e o Tesouro da Cidade Perdida      | Manhã          |         |
| 2005 | Mais Uma Vez Amor                       | Mariana (Mari) |         |
| 2009 | O Mistério de Feiurinha                 | Belezinha      |         |
| 2009 | Flordelis: Basta uma Palavra para Mudar | Rayane         |         |
| 2013 | Xphobia                                 | Samantha       | Dubbing |
| 2015 | Breaking Through                        | Roseli         |         |
| 2019 | Vou Nadar até Você                      | Ophelia        |         |
| 2023 | Blue Beetle                             | Jenny Kord     |         |

### Seriale
| Rok       | Tytuł                                | Rola                                            | Uwagi    |
| --------- | ------------------------------------ | ----------------------------------------------- | -------- |
| 2002      | Sítio do Picapau Amarelo             | Broken Wing Angel                               | 1 odc.   |
| 2003      | Mulheres Apaixonadas (Women in Love) | Salete Machado                                  | 203 odc. |
| 2004      | Sítio do Picapau Amarelo             | Jajale / Marina                                 | 1 odc.   |
| 2004      | A Diarista                           | Bruninha                                        | 1 odc.   |
| 2005      | América                              | Maria Flor                                      | 72 odc.  |
| 2006      | Cobras & Lagartos                    | Lurdinha                                        | 58 odc.  |
| 2007      | Carga Pesada                         | Aline                                           | 1 odc.   |
| 2007–2008 | Desejo Proibido                      | Maria Augusta Mendonça („Magú”)                 | 79 odc.  |
| 2008      | Negócio da China                     | Flor de Lys Silvestre                           | 111 odc. |
| 2010      | Araguaia                             | Terezinha de Jesus                              | 15 odc.  |
| 2011      | Aquele Beijo                         | Beleza Maria Falcão („Belezinha”)               | 153 odc. |
| 2012      | Salve Jorge                          | Lurdes Maria de Sousa Mendonça („Lurdinha”)     | 20 odc.  |
| 2014      | Em Família                           | Luiza Fernandes Machado; młoda Helena Fernandes | 143 odc. |
| 2015      | I Love Paraisópolis                  | Marizete da Silva Antunes („Mari”)              | 154 odc. |
| 2016      | Nada Será Como Antes                 | Beatriz dos Santos                              | 12 odc.  |
| 2018      | Deus Salve o Rei (God Save the King) | Catarina de Lurton                              | 171 odc. |
| 2022      | Maldivas                             | Liz Morgado                                     | 7 odc.   |